# Persnäs
Persnäs is een klein dorpje op het eiland Öland. Het ligt even ten zuiden van Högenäs (net ten zuiden van de inkeping, zie kaart) aan de Oostzee. Het behoort bij de gemeente Borgholm.
Voor 1960 had het een halte aan de Ölandspoorlijn; het station lag echter in wat nu Södvik heet.